# Nymphaea subg. Hydrocallis
Nymphaea subg. Hydrocallis ist eine Untergattung der Gattung Nymphaea innerhalb der Familie der Seerosengewächse (Nymphaeaceae). Diese etwa 21 Arten gedeihen  als Wasserpflanzen in der Neotropis.

## Beschreibung

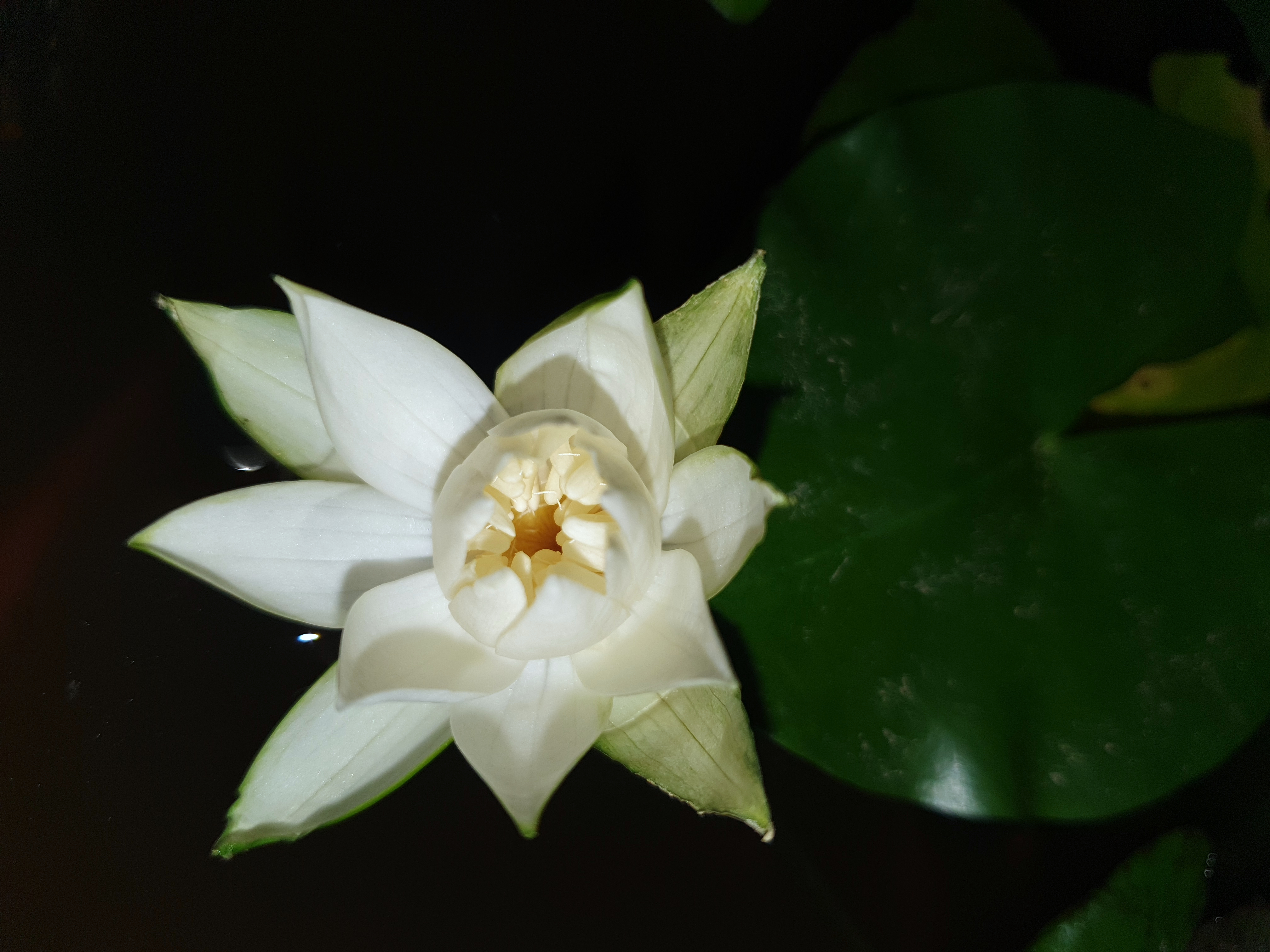
Nymphaea glandulifera Rodschied Blüte

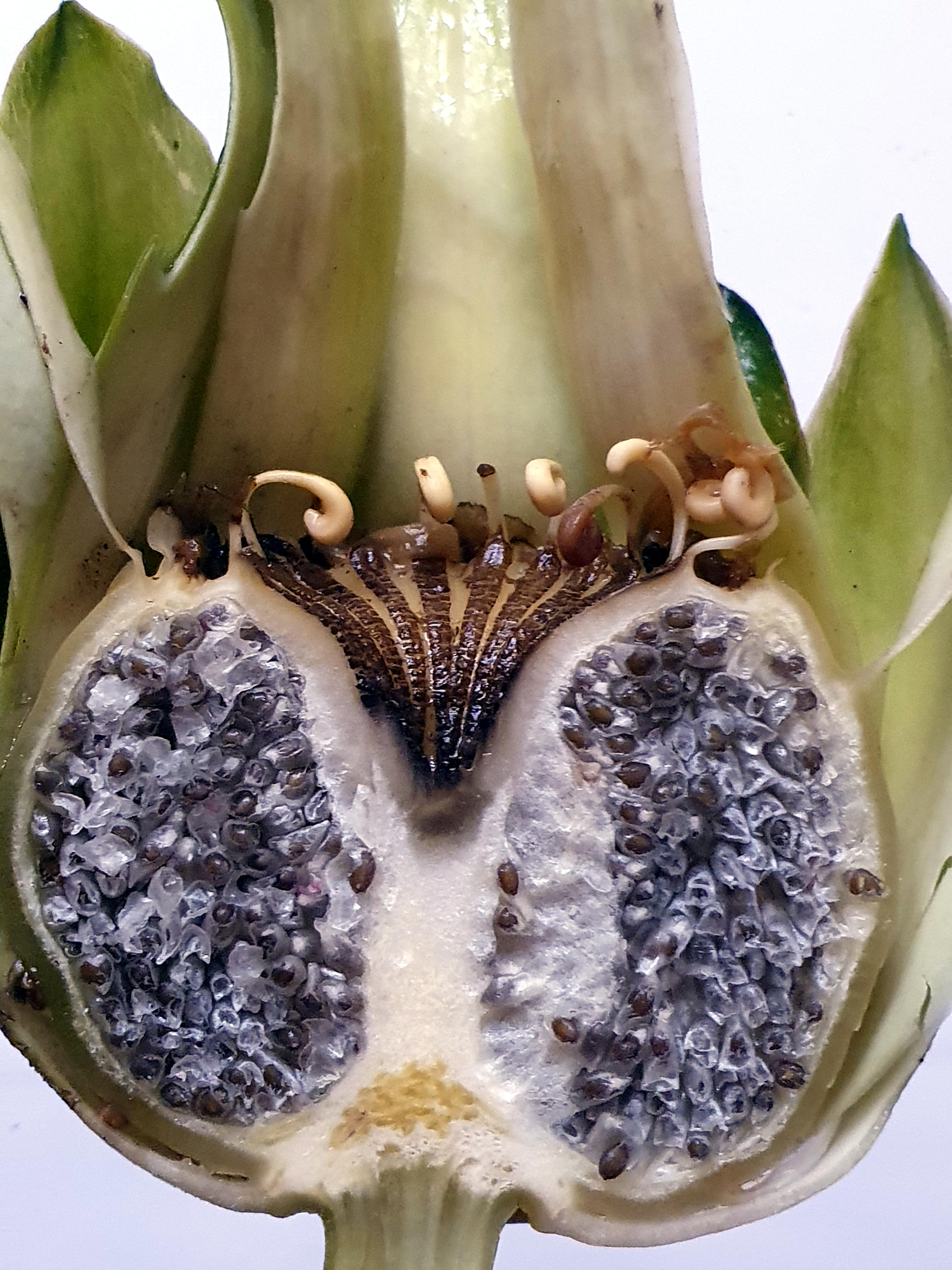
Frucht mit charakteristischen Anhängseln von Nymphaea rudgeana

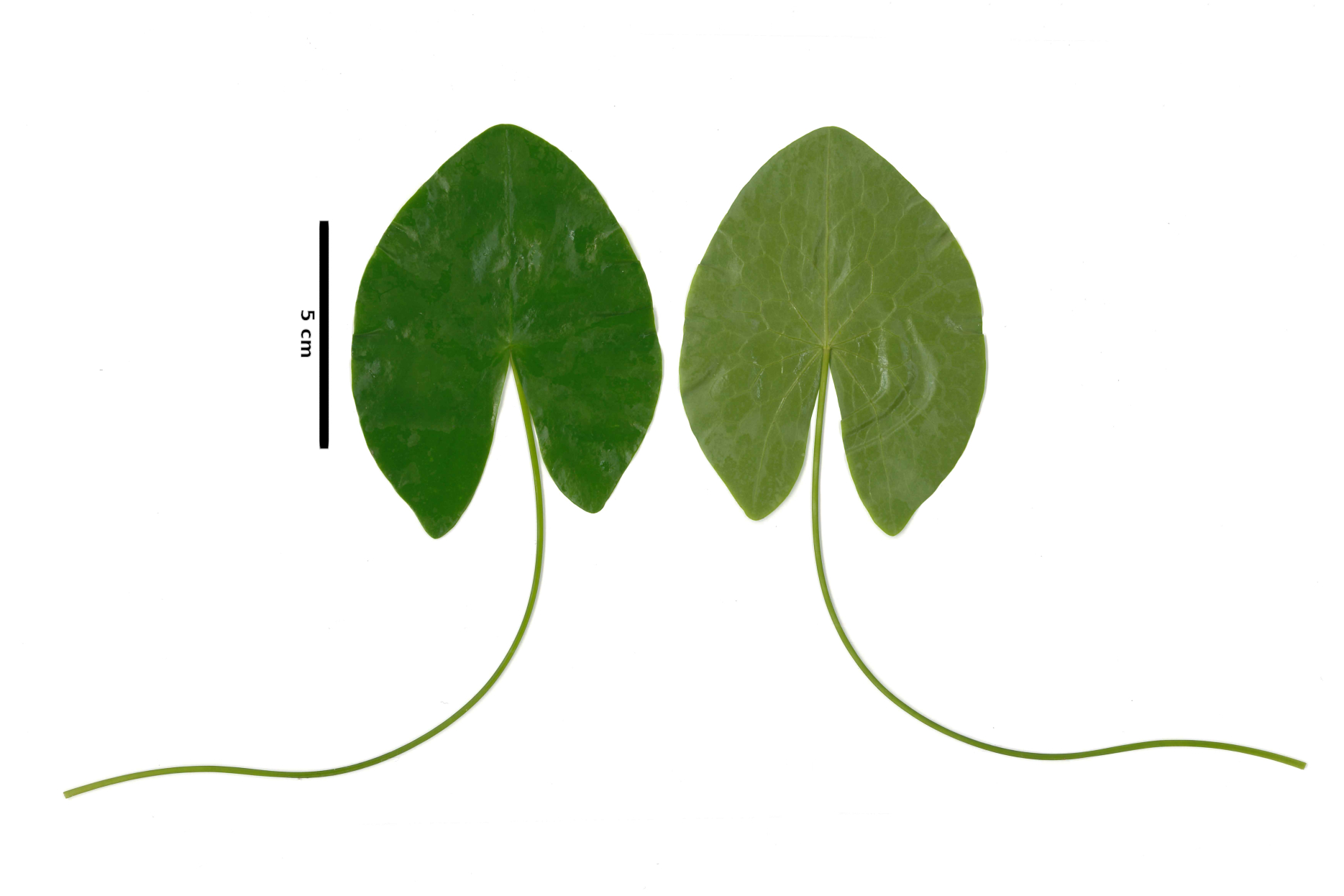
Schwimmblatt von Nymphaea glandulifera Rodschied mit Maßstab (5 cm) auf weißem Grund. Die Blattoberseite befindet sich auf der linken Seite, die abaxiale Blattunterseite auf der rechten Seite

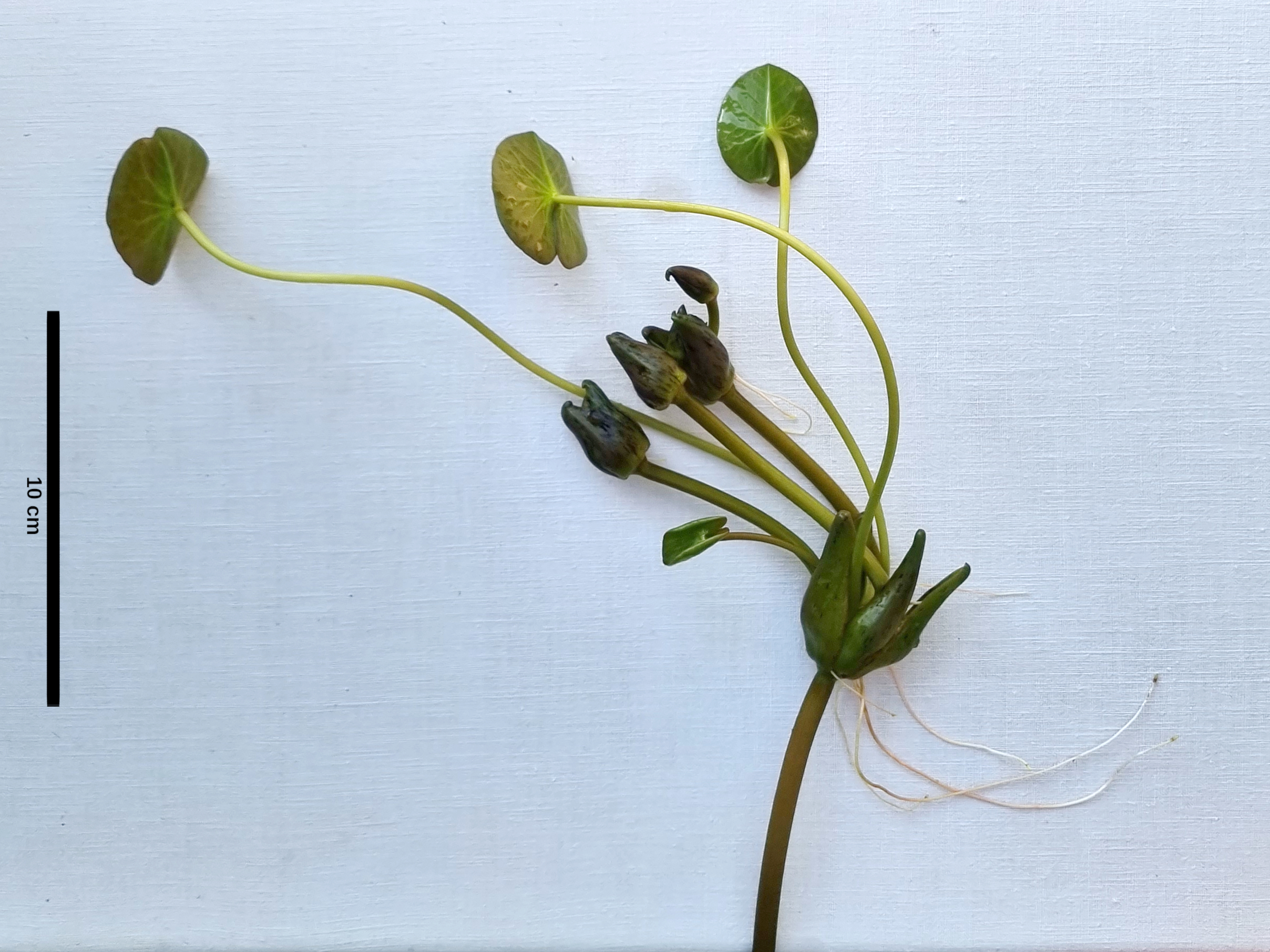
Proliferierendes Pseudanthium von Nymphaea prolifera

### Vegetative Merkmale
Die Arten der Nymphaea subg. Hydrocallis sind ausdauernde krautige Pflanzen. An den Rhizomen befinden sich mit kontraktile Wurzeln. Die schwimmenden Laubblätter sind in Blattstiel und -spreite gegliedert. Die einfache, runde bis elliptische Blattspreite ist ganzrandig.

### Generative Merkmale
Die nachtblühenden Blüten schwimmen auf der Wasseroberfläche. Die Fruchtblätter haben keulenförmige Fruchtknotenanhängsel. Die Blüten verströmen einen lösungsmittelartigen, scharfen, fermentierten oder fruchtigen Duft.

## Verbreitung
Die Verbreitung der Arten dieser Untergattung erstreckt sich von den südlichen Vereinigten Staaten über Zentralamerika und Karibische Inseln bis nach Südamerika.

## Systematik

### Taxonomie
Die Erstbeschreibung erfolgte als Nymphaea sect. Hydrocallis Planch. durch Jules Émile Planchon im Jahr 1853. Später wurde sie von Henry Shoemaker Conard 1905 in den Status der Untergattung Nymphaea subg. Hydrocallis (Planch.) Conard erhoben.

### Arten
- Nymphaea amazonum Mart. & Zucc.
- Nymphaea belophylla Trickett
- Nymphaea caatingae C.T.Lima & Giul.
- Nymphaea conardii Wiersema
- Nymphaea francae C.T.Lima & Giul.
- Nymphaea gardneriana Planch.
- Nymphaea glandulifera Rodschied
- Nymphaea harleyi C.T.Lima & Giul.
- Nymphaea jamesoniana Planch.
- Nymphaea lasiophylla Mart. & Zucc.
- Nymphaea lingulata Wiersema
- Nymphaea novogranatensis Wiersema
- Nymphaea oxypetala Planch.
- Nymphaea paganuccii C.T.Lima & Giul.
- Nymphaea pedersenii (Wiersema) C.T.Lima & Giul.
- Nymphaea potamophila Wiersema
- Nymphaea prolifera Wiersema
- Nymphaea rapinii C.T.Lima & Giul.
- Nymphaea rudgeana G.Mey.
- Nymphaea tenuinervia Casp.
- Nymphaea vanildae C.T.Lima & Giul.